# براتیسلاو ژیوکوویچ
براتیسلاو ژیوکوویچ (صربی: Bratislav Živković؛ زادهٔ ۲۸ نوامبر ۱۹۷۰) بازیکن سابق و مربی فوتبال اهل صربستان است.
از باشگاه‌هایی که در آن بازی کرده‌است می‌توان به باشگاه فوتبال ستاره سرخ بلگراد، باشگاه فوتبال وویوودینا، و باشگاه فوتبال سمپدوریا اشاره کرد.
وی همچنین در تیم ملی فوتبال صربستان و مونته‌نگرو بازی کرده‌است.